# Opvattingen over heksen en hekserij in Europa

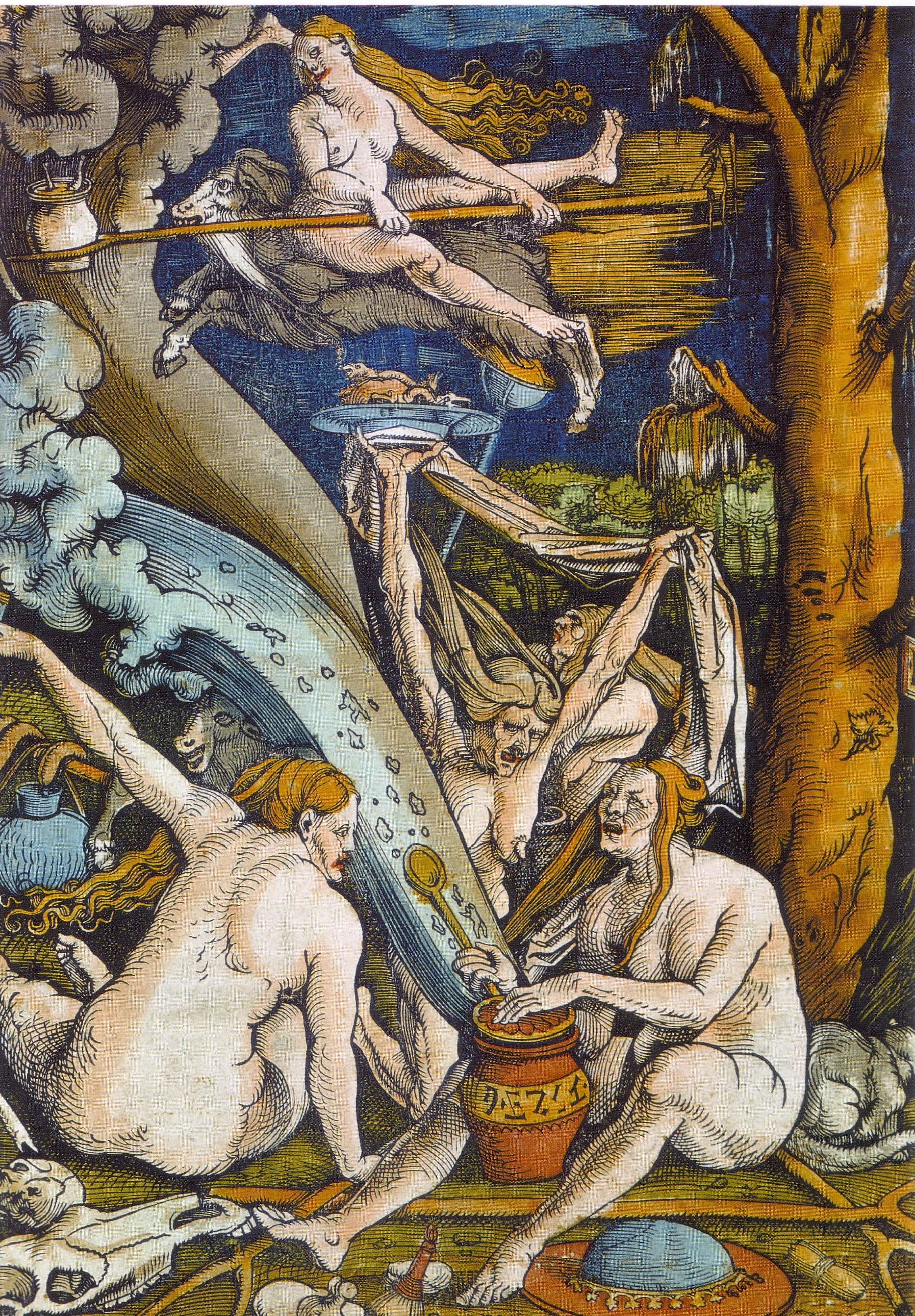
Spotprent van Hand Baldung Grien: Heksen (Hexen beim Schadenszauber) - houtsnede 1508

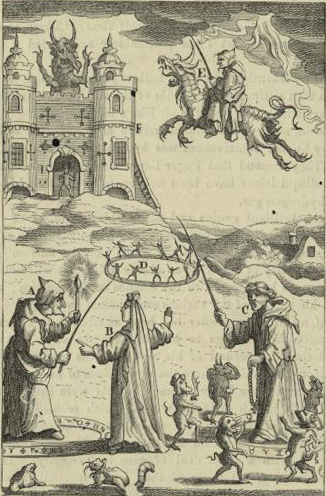
Spotprent over hekserij uit 1865

Opvattingen over heksen en hekserij in Europa kennen een lange geschiedenis. De termen heks en hekserij worden meestal geassocieerd met sprookjes of met de heksenvervolgingen die Europa van de 15e tot de 18e eeuw teisterden. Dit artikel geeft een overzicht van de ontwikkeling van de opvattingen die leidden tot stereotiepe voorstellingen van 'heksen'. De literatuur, specialistische historische en antropologische studies laten zien dat opvattingen omtrent hekserij evolueren.

## Stereotypes: een overzicht
Wat wordt of werd in Europa verstaan onder een "heks"? De beeldvorming die leidde tot stereotiepe opvattingen heeft een lange geschiedenis. Honderden boeken verschenen over het onderwerp, en ook nu is consensus onder academici zoals historici, sociologen en antropologen ver te zoeken. Vragen die in dat verband gesteld worden zijn:
- Waren er mensen die zichzelf als heksen beschouwden?
- Als dat zo was, wat deden ze dan of geloofden ze te doen?
- Waren ze georganiseerd en hielden ze vergaderingen?
- Wat te denken over die covens en sabbats?
- Waar en wanneer begonnen de grote heksenvervolgingen? En wie begon het en om welke redenen? Om hoeveel geëxecuteerden ging het?

Auteurs benaderden deze vragen op verschillende wijze en bepaalden zo de beeldvorming over de (Europese) heks.

### De heks in de tijd van de heksenvervolgingen
Het meest stereotiepe beeld van de heks dateert uit de tijd van de heksenvervolgingen van de 16e en 17e eeuw. Talrijke documenten en beschrijvingen van processen schetsen het volgende beeld:
- Een heks is een menselijk wezen, gewoonlijk een vrouw, soms een man of kind, die aan de duivel gebonden was door een pact en zijn dienaar werd. Typisch ging het om een oudere, eenzame vrouw die door haar buren was verstoten.
- De duivel verscheen aan haar in de gedaante van een man en ontlokte in ruil voor geld, angst of seks, de belofte van gehoorzaamheid.
- Een heks was in staat tot maleficium, het veroorzaken van schade door occulte krachten. Ze kon vee ziek maken, mannen impotent maken, plotse dood veroorzaken, hagelstormen en regens oproepen.
- Van heksen werd gezegd dat ze baby’s doodden en opaten omdat het hen bovennatuurlijke kracht zou schenken, dat ze van dat vlees zalven bereidden en middelen om anderen te doden.
- Regelmatig vergaderden heksen om godslasterlijke rituelen uit te voeren. Eerst stonden die bijeenkomsten bekend als ‘synagogen’, later als sabbats’, een verwijzing naar de joodse sabbat.
- Grotere sabbats werden drie of vier keer per jaar gehouden en daar kwamen heksen vanuit alle hoeken van het land naartoe.
- Sabbats verliepen ‘s nachts en werden voor de ochtend beëindigd. Heksen kozen daarvoor kerkhoven uit, kruispunten van wegen, of een plaats aan de voet van een galg.
- Om de grote afstanden naar de plaats van de sabbat te overbruggen, vlogen de heksen ernaartoe. Ze smeerden zich in met vliegzalf en vlogen het raam van hun slaapkamer uit, al dan niet op een demonische ram, geit, varken of zwart paard. Voor hetzelfde doel werden stokken, schoppen en bezems gebruikt.
- Tijdens de sabbat zetelde de duivel op een ebbenhouten troon in de gedaante van een monsterlijk hybride wezen, half man, half geit: een afschuwelijke zwarte man met hoorns, vlammende ogen, een geitensik, de poten van een geit, vaak afgebeeld met vogelklauwen in plaats van met handen.
- Het ritueel op de sabbat, de duivelverering, was antichristelijk. De heksen moesten voor de duivel neerknielen en hem ‘Heer’ noemen. De hele dienst’ was een parodie op de christelijke eucharistie, evenals het kussen van de duivel op de linkervoet, de anus en het geslachtsdeel.
- Na de ceremonie eindigde de sabbat in een orgie, waarbij eerst een maaltijd werd geserveerd met weerzinwerkende substanties zoals rotte vis , bedorven vlees en babyvlees. De heksen vormden een kring rond een heks in het midden (gebukt, met een kaars in haar anus) en dansten op het geluid van drums, trompetten en fluiten. Langzaamaan werd de dans extatischer en ontaardde het feest in sodomie en incest waarbij alles toegelaten was. De duivel zelf copuleerde met iedereen.
- Bij het naar huis sturen van zijn onderdanen gaf de duivel hen de opdracht mee om zo veel mogelijk maleficium uit te oefenen tegen de christenen.

Heksen werden dus in de opvatting van de heksenvervolgers in de vroegmoderne tijd beschouwd als een groep die regelmatig samenkwam met de bedoeling de christelijke leer ten schande te zetten. Maleficium zelf beoefenden ze individueel. Heksen waren voor hen een sekte van duivelaanbidders.

### De heks als lid van een religieuze sekte
Het idee dat er vroeger een sekte, een groep van heksen bestond met een eigen religie zou lang invloed uitoefenen op de heksentheorie. Ook toen er in de 19e eeuw serieus onderzoek werd aangevangen bleven deze onderzoekers beargumenteren dat er werkelijk sprake zou zijn geweest van een sekte die door de autoriteiten in de 15e, 16e en 17e eeuw (en soms in vroegere perioden) vervolgd werd. Dit was in vergelijking met de opvattingen over de heks in de 18e eeuw een hele verandering. Weinig erudiete personen geloofden hierin. Een verschil met de 16e-eeuwse opvattingen, was dat 19e-eeuwse onderzoekers niet langer geloofden dat heksen al die dingen deden die van heksen in de 16e eeuw geloofd werden. Er werd niet over het 'vliegen van heksen' naar de 'sabbats' gesproken, en ook niet dat de 'duivel' zich bij die gelegenheden incarneerde en heerschappij uitoefende over de heksen. Wat wel overeind bleef in hun visie was dat heksen in groepen georganiseerd waren en leiders hadden, dat ze een religieuze cultus hadden die onchristelijk (of voorchristelijk) was, en dat ze daarvoor af en toe 's nachts verzamelden op afgelegen plaatsen om niet ontdekt te worden. Daar voerden ze dan hun rituelen uit. Deze visie, die aan belangrijke universiteiten in Europa en Noord-Amerika werd aangehangen, stelde dat het 16e-eeuwse beeld van de heks zoals weergegeven in de documenten van heksenrechtspraak een verwrongen voorstelling bood van de 'echte' heksencultus en van vergaderingen die werkelijk hadden plaatsgevonden. Zelfs nu zijn er nog intellectuelen die geloven dat er werkelijk een georganiseerde heksencultus bestond.
Als 'stichter' of inspirator van deze school die overtuigd is van het werkelijke bestaan van georganiseerde heksengroepen, wordt soms de Italiaanse geestelijke Girolamo Tartarotti-Serbati genoemd, die in 1749 Del Congresso delle Lamie publiceerde. Ook de grote Duitse folklorist Jacob Grimm wordt genoemd, omwille van enkele passages in zijn Deutsche Mythologie uit 1835. Maar uiteindelijk trokken deze twee slechts de aandacht op het feit dat volksgeloof uit voorchristelijke tijden had bijgedragen aan het stereotype van de heks. Geen van beide stelde dat de heksenvervolging zich richtte tegen een antichristelijke sekte.
De eerste moderne onderzoeker die deze visie naar voor bracht was Karl Ernst Jarcke.

### Karl Ernst Jarcke en natuurreligie

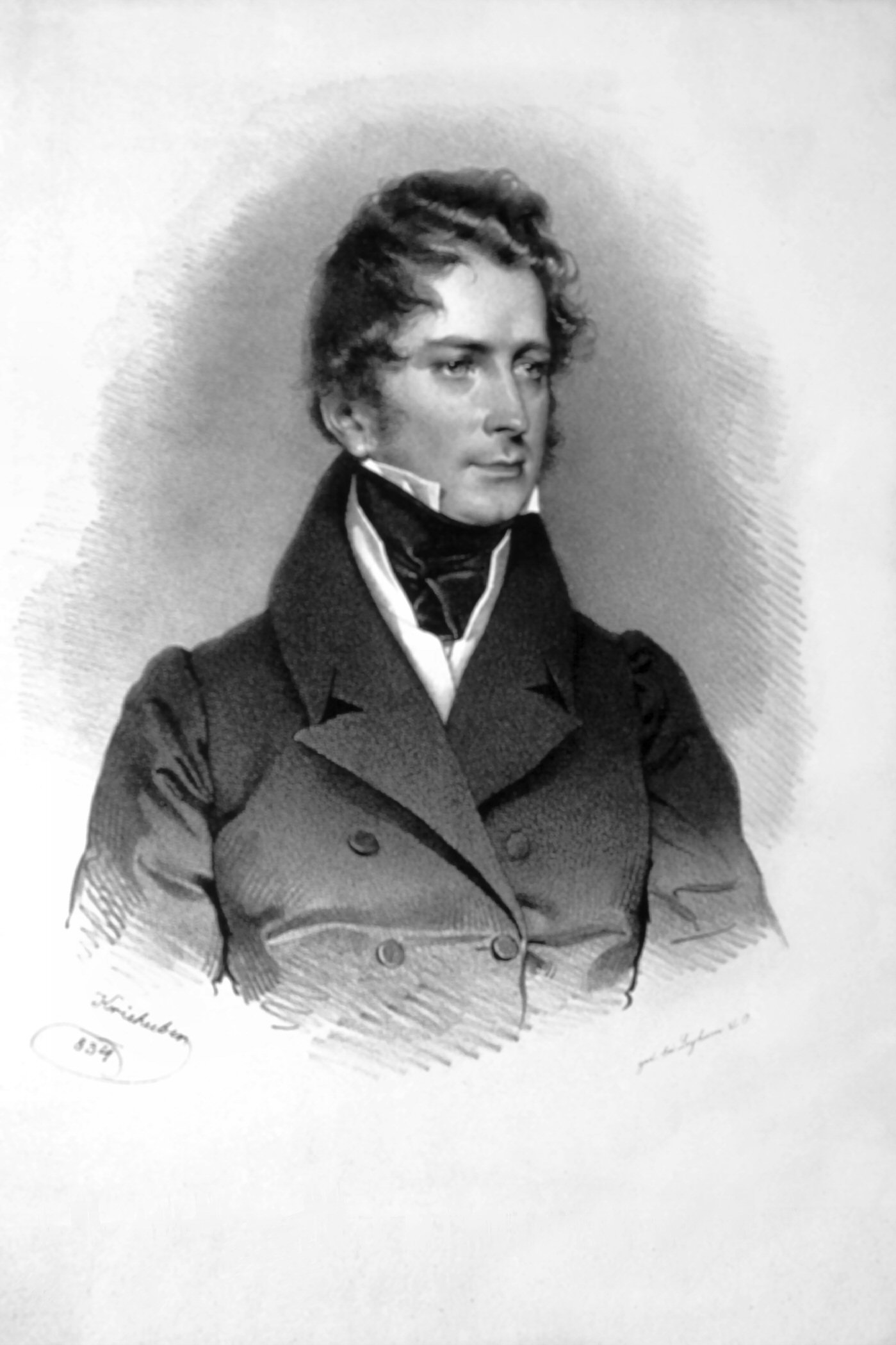
Karl (Carl) Ernst Jarcke, lithografie van Josef Kriehuber, 1834

Karl Ernst Jarcke, professor aan de universiteit van Berlijn, argumenteerde na het bestuderen van documenten in verband met een 17e-eeuws Duits heksenproces dat hekserij bovenal een natuurreligie was die eens de religie was geweest van alle heidense Duitsers. Na de vestiging van het christendom was deze religie onder het volk blijven bestaan met haar sacramenten en ceremonieën, maar in een gewijzigde vorm. De kerk veroordeelde deze religie als duivelverering. Tot de kern van dit heidense geloof behoorden volgens Jarcke 'geheime kunsten om de natuur te beïnvloeden', waarbij volgens de kerk beroep werd gedaan op de duivel. Stilaan begon ook onder het volk de overtuiging te heersen dat dergelijke praktijken als een dienst aan de duivel waren te beschouwen. Een initiatie in die kunsten kreeg zo mettertijd de betekenis van bewust kiezen voor het kwaad en het uitoefenen van maleficia.

### La Sorcière van Jules Michelet

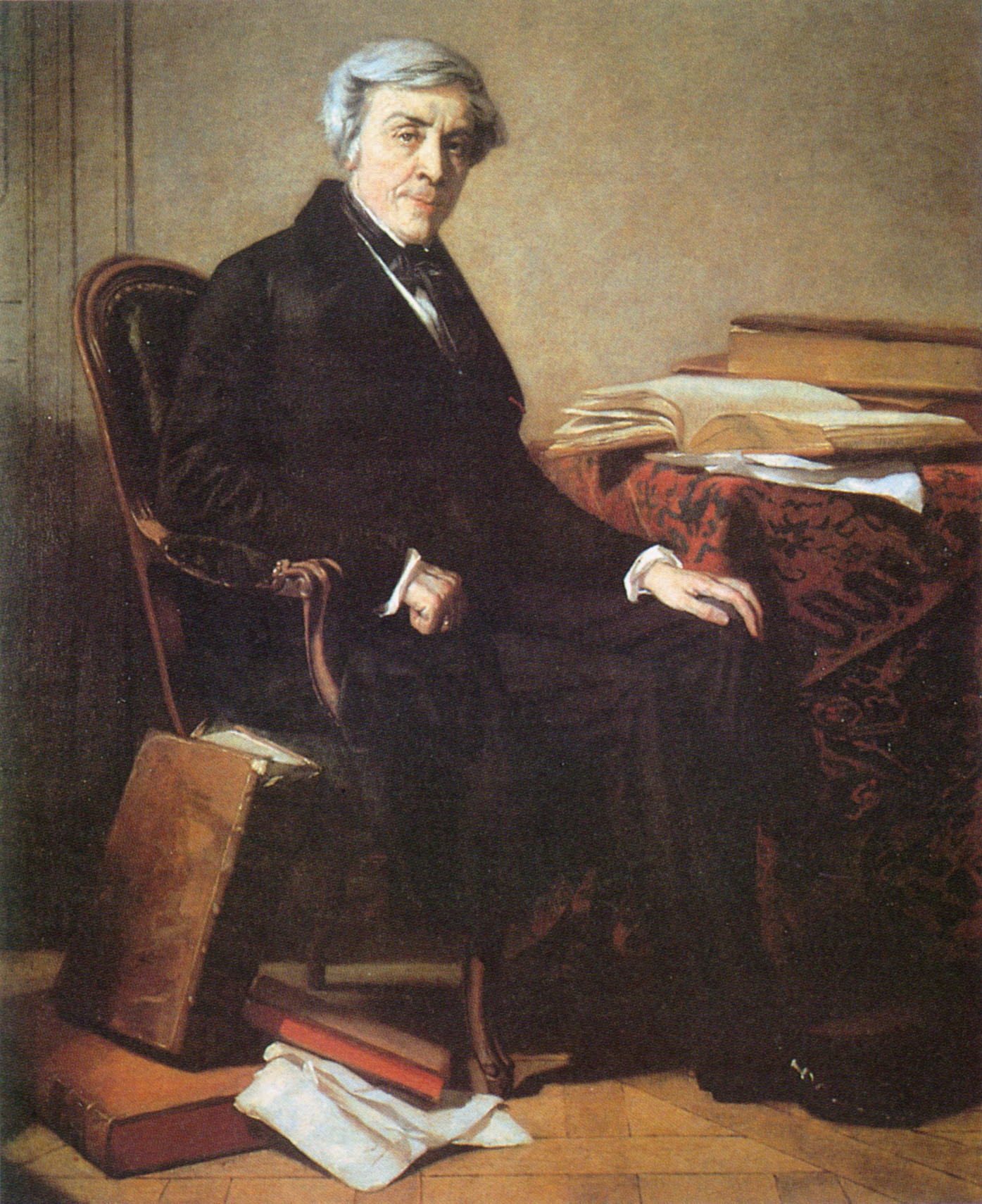
De Franse historicus Jules Michelet, schilderij van Thomas Couture (1815-1879)

Ook van enige invloed op de beeldvorming rond de Europese heks was het boek 'La Sorcière' van de historicus Jules Michelet uit 1862. Hij verdedigde daarin de stelling dat hekserij voortgekomen was uit protest van middeleeuwse lijfeigenen tegen de verstikkende sociale orde. Volgens hem hielden ze geheime nachtelijke bijeenkomsten waarop heidense dansen werden uitgevoerd en satires opgevoerd over heren en priesters. Dit zou al vanaf de 12e en 13e eeuw hebben plaatsgevonden. Michelet noemt de sabbat de 'zwarte mis', met als middelpunt niet de duivel, maar een vrouw "met het gezicht als Medea" en een tragische, diepe blik die geboren was uit lijden. Deze romantische figuur was de priesteres van de cultus, waarvan Michelet zegt dat ze het hele gebeuren van de sabbat heeft uitgevonden en georganiseerd. Een grote houten figuur met hoorns en een geërecteerde penis stelt in de ceremonie Satan voor, 'de grote lijfeigene in opstand'. De priesteres copuleert tijdens het ritueel ook met Satan en ontvangt zo zijn geest. Michelets visie week dus op een aantal punten af van het 'traditionele' 16e-eeuwse verhaal. Nieuwe elementen zijn de theorie van de opstand der lijfeigenen, de figuur van priesteres, de zwarte mis die op de rug van een vrouw wordt gevierd. We vinden in Michelets werk ook verwijzingen naar een vruchtbaarheidscultus die een goede oogst wilde verzekeren. Het is een romantische visie op hekserij die twee onderdrukte groepen, vrouwen en lijfeigenen, wilde rehabiliteren.

### The Golden Bough van James Frazer

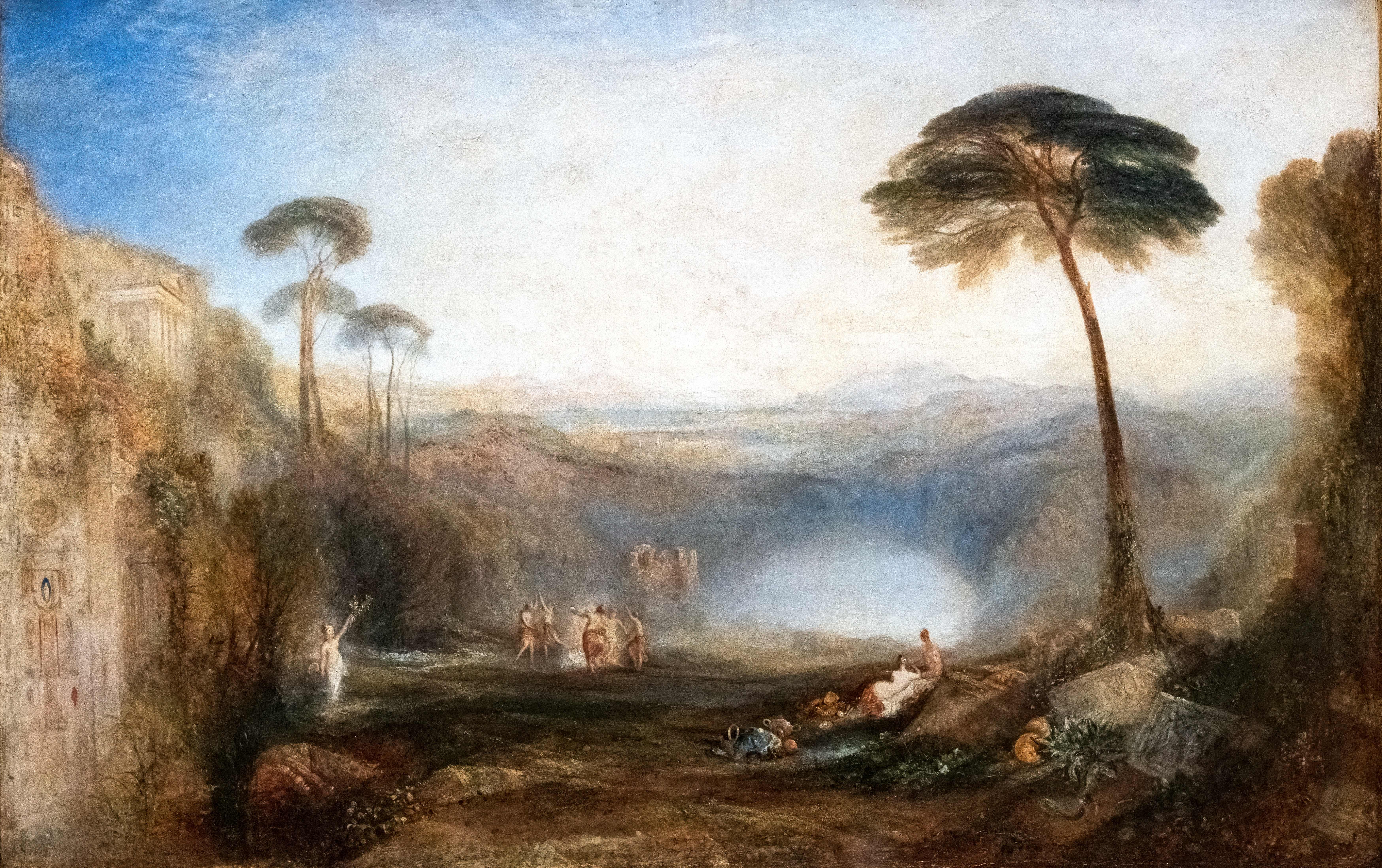
The Golden Bough, schilderij van William Turner

The Golden Bough (De Gouden Tak) van James Frazer werd voor het eerst gepubliceerd in 1890. Het is een antropologisch werk dat een sterke invloed uitoefende op zowel intellectuelen als kunstenaars die geïnspireerd werden door Frazers theorieën over vruchtbaarheidscultussen. Het werd heruitgegeven in 12 delen die tussen 1907 en 1915 verschenen. Heel wat gebruiken en rituelen werden nu zoals Frazer deed geïnterpreteerd als magische handelingen die bedoeld waren om bijvoorbeeld het groeien van gewassen en het kweken van dieren te garanderen. Deze theorie werd ook toegepast op de Europese hekserij en dan met name in het werk van Margaret Murray.

### The Witch-Cult in Western Europe van Margaret Murray
Een ander invloedrijk boek dat bijdroeg aan de beeldvorming rondom de heks was The Witch-Cult in Western Europe uit 1921. Hierin ontwikkelde de Britse egyptologe en antropologe Margaret Murray voor het eerst haar controversiële letterlijke interpretatie van de verslagen over heksenprocessen tijdens de Renaissance. Dit werk is van belang omdat het een bronnenboek is over de heksenprocessen, met uitgebreide citaten uit de originele documenten in het oorspronkelijke Elizabethaanse Engels, Frans en Duits. De namen van honderden beschuldigde heksen worden gegeven in een appendix. Het hoofdgedeelte van dit werk wil laten zien dat het consistente verhaal over een bestaande sekte het bewijs is van een brede, ondergrondse heidense religie die in Europa bestond tot in de Renaissance.

## Moderne opvattingen

### Evans-Pritchard over de functie van hekserij in gemeenschappen
Totdat Evans-Pritchards klassieke werk over de Azande verscheen werd er nog geen echt onderscheid gemaakt tussen hekserij en tovenarij (Engels: withcraft and sorcery). Evenmin werden hekserij en zwarte magie als aparte disciplines beschouwd.
Door zijn werk over hekserij maken ook moderne antropologen onderscheid tussen hekserij en tovenarij, omdat van een heks geloofd wordt dat hij of zij ook zonder gebruik van rituelen en magische objecten iemand schade kan toebrengen. Verder was zijn werk ook baanbrekend omdat hij erop wees dat hekserij in een gemeenschap ook een positieve functie kon hebben en niet uitsluitend ontwrichtend was:
- in gemeenschappen die geloven in hekserij biedt het een verklaring voor fenomenen die anders niet verklaard kunnen worden zoals ziekten, ongevallen en onverwachte gebeurtenissen
- het kan een instrument zijn ter sociale controle: bij antisociaal of afwijkend gedrag riskeert de overtreder beschuldigd te worden als heks en stelt zich daardoor buiten de gemeenschap, wat een afdoend afschrikmiddel is.
- het geloof in hekserij bevordert volgens antropologisch onderzoek in een gemeenschap voorzichtige relationele omgang. Niemand weet immers precies wie er een heks is en wie niet.[4]

### Philip Mayer over de algemene kenmerken van hekserij
Tijdens zijn inaugurele rede over Witches aan de Rhodes-universiteit in Zuid-Afrika stelde de antropoloog Philip Mayer voor om als werkbaar concept aan te nemen dat de essentie van hekserij gewoon het volgende is:
"Mensen geloven dat de schuld voor iemands ongeluk te wijten is aan boze machten die bepaalde individuen bezitten, hoewel geen enkel fysiek bewijs kan worden aangevoerd dat deze personen in verband zou brengen met de tegenspoed die zij zogezegd zouden veroorzaken."
Welk zijn dan de gemeenschappelijke kenmerken die zowat overal ter wereld aan 'heksen' worden toegeschreven? Philip Mayer somt het vanuit zijn antropologische visie als volgt op:
1. 'Heksen' wijst op een bepaalde categorie van personen, die herkenbaar zijn aan bepaalde 'tekenen'. Heksen zijn bijna steeds volwassenen, zeer vaak vrouwen, en ze komen vaak uit een familie waar nog heksen in voorkomen. Ze kunnen aan bepaalde 'stigmata' herkend worden, zoals een rood oog of een duivelsmerk. Ze gedragen zich teruggetrokken en prikkelbaar.
2. Volgens de verhalen zouden zij in staat zijn om dood, ziekte, droogte en plagen te veroorzaken.
3. De mythe stelt dat heksen zich tegen hun buren en naasten keren; zij brengen geen schade toe aan vreemdelingen of mensen die zich ver weg van hun gemeenschap bevinden.
4. Zij handelen eerder vanuit afgunst, boosheid of haat tegen individuen dan uit winstbejag. Soms zijn ze gewoon hebzuchtig of handelen vanuit geen enkel bewust motief.
5. Heksen werken steeds in het geheim en vooral 's nachts.
6. Heksen zijn niet volledig menselijk. Hun krachten genereren zij zelf (Latijn: sui generis), niet met brute kracht of vergif. Hun krachten werken onmiddellijk op het slachtoffer en dit zonder gebruikmaking van externe middelen. De heks hoeft iemand dus alleen maar kwaad toe te wensen en het kwaad doet zijn werk. Deze interne werking van het kwaad wordt bijvoorbeeld weerspiegeld in verhalen waarin de heks in haar buik een slang draagt. Andere mythen hebben het dan weer over het 'bezeten geraken' van heksen door boze geesten of duivels, en dat ze 's nachts de vorm van een weerzinwekkend dier aannemen.
7. Ten zevende keren heksen alle normaal gedrag om. Ze verlustigen zich bijvoorbeeld in onnatuurlijke bezigheden en perversiteiten zoals het opeten van hun eigen kinderen, graven doden op, lopen zonder kleren, kloppen ergens aan met de rug naar de deur en zeggen de christelijke mis van achter naar voor op.
8. Ten slotte wordt hekserij in de gemeenschappen steeds als immoreel beschouwd. Op zijn best wordt het afgekeurd, vaak wordt het met afgrijzen beschouwd. Hekserij op zich kan door niets gerechtvaardigd worden.

Niet iedereen is het met deze definitie van Philip Mayer uit 1954 eens. Mayer geeft ook zelf aan dat het een aanname is, om het verschijnsel beter te kunnen vatten. Als zodanig is het ook arbitrair en zijn vele definities van hekserij mogelijk. Antropologen als Susan Greenwood vinden bijvoorbeeld dat het verschijnsel hekserij in verschillende delen van de wereld toch een meer gedifferentieerd beeld oplevert.

### Alan Macfarlane over de definitie van hekserij
In zijn boek Witchcraft in Tudor and Stuart England uit 1970 onderzoekt sociaal-antropoloog Alan Macfarlane van de Universiteit van Cambridge de omstandigheden die leidden tot het geloof in hekserij in Engeland. Hij buigt zich ook over de problemen die hedendaagse historici ondervinden bij het zoeken naar een goede definitie van hekserij.
Het klassieke onderscheid tussen hekserij (witchcraft) en tovenarij (sorcery) werd in 1937 gemaakt door prof. Evans-Pritchard in Witchcraft, Oracles and Magic Among the Azande over de Afrikaanse stam van de Azande. Het onderscheid dat Evans-Pritchard maakt is dat tovenaars 'handelen' en manipuleren met behulp van riten, medicijnen en bezweringen, terwijl heksen invloed uitoefenen zonder hulpmiddelen, uitsluitend puttend uit hun psychische kracht. Een persoon IS dus een heks en is zich soms zelfs niet bewust van zijn of haar kracht. Hij of zij is als het ware slechts een vehikel voor een kracht, groter dan de zijne of de hare.
Alan Macfarlane meent dat dit onderscheid niet altijd geldig is en werkt wanneer andere samenlevingen dan die van de Azande worden beschouwd. De Azande zelf hebben niet steeds heksen die aan deze criteria beantwoorden. Toch is het bijvoorbeeld in het Essex (Engeland) uit de tijd van de Tudors en de Stuarts een bruikbaar instrument gebleken.
Andere onderzoekers baseerden hun definitie op het werk van christelijke demonologen van het Europese vasteland.
Weer anderen weer op dat van het volksgeloof. Macfarlanes conclusie is dat:
1. alhoewel antropologen enkele bruikbare analytische onderscheidingen hebben gemaakt, deze niet echt van nut zijn in een aantal samenlevingen;
2. woorden zoals 'hekserij' en 'tovenarij' (witchcraft and sorcery) in verschillende betekenissen gebruikt werden in het 17e-eeuwse Engeland.

Om verwarring te vermijden stelt hij voor om "hekserij" (witchcraft) te definiëren als het streven naar het toebrengen van schade door impliciete/interne middelen (niet zichtbaar), terwijl "Witte hekserij" (white witchcraft) goede werkingen beoogt door middel van expliciete (zichtbare) middelen.

### Christina Larner over drie types van hekserij
Sociologe Christina Larner (1933-1983) werd beschouwd als de meest vooraanstaande expert van de geschiedenis van de hekserij in Schotland. Haar publicaties over hekserij: Enemies of God: The Witch Hunt in Scotland (1981) en Witchcraft and Religion: The Politics of Popular Belief (1984) waren bijzonder invloedrijk en zorgden ervoor dat de studie van de geschiedenis van de hekserij een aanvaard academisch onderzoeksgebied werd. In 1974 publiceerde zij in het tijdschrift New Society "Is all witchcraft really witchcraft?" Om de vergelijkende studie van hekserij een stap vooruit te brengen maakte zij hierin onderscheid tussen drie soorten van hekserij: Type A, Type B en Type C.
1. Type A- hekserij is maleficium, de eenvoudigste vorm van hekserij. Het kan zowel betrekking hebben op tovenarij - de fysieke manipulatie van objecten en/of bezweringen met woorden - en hekserij - het schade toebrengen aan anderen door krachten geactiveerd door haat.
2. Type B- hekserij is verdrag-hekserij, (compact witchcraft) waarbij een pact gesloten wordt met Satan, de christelijke duivel. Volgens Larner is hier de scheidingslijn tussen 'witte magie' (genezend) en 'zwarte magie' (maleficium, schadend) veel vager, omdat niet duidelijk is of de verworven krachten ten goede of ten kwade zullen gebruikt worden.
3. Type C- hekserij is sabbat-hekserij (sabbath witchcraft). Het zou kunnen beschouwd worden als een uitbreiding van verdrag-hekserij, maar de toevoeging van de sabbat maakt het verschil. Het combineert het idee dat heksen een pact met de duivel sluiten met het idee dat ze contact zoeken met andere heksen om hem te vereren. Deze combinatie is in Europa zelfs gebruikelijker dan het pact met één heks. Heksensabbats of meetings komen ook voor in niet-christelijke, primitieve culturen waar pacts met één persoonlijke duivel onbekend zijn.

Types A en C worden vervolgens verder onderverdeeld:
- Type A (Maleficium):
  - Bij Type A1 wordt de heks beschuldigd van daden van maleficium.
  - Type A2 representeert de complicaties die optreden wanneer maleficium in contact komt met een wettelijk systeem dat een bestaande formule heeft om de betekenis van maleficium te duiden.
  - Type a1 stelt genezing voor (curing), de keerzijde van de macht tot maleficium.
  - Type a2 wijst op genezing in een maatschappij die waarschijnlijk deze vorm van hekserij evengoed zal bestraffen als maleficium.
- Type C (Sabbath witchcraft)
  - Type C1 zijn alle heksenmeetings
  - Type C2 zijn meetings waar de duivel bij is, in om het even welke vorm.
  - Type C3 is een gewilde omkering van de christelijke verering: de Satanische zwarte mis.

## Verdere lectuur
- De Ondergang van de Magische wereld, door Keith Thomas (Uitg. Agora 1989 Nl. vert.) ISBN 90-5157-057-0
- Witchcraft & Sorcery, door Dr. Max Marwick, 2nd ed. 1982 (Uitg. Penguin Books) ISBN 0 1408 0457 9

## Zie ook

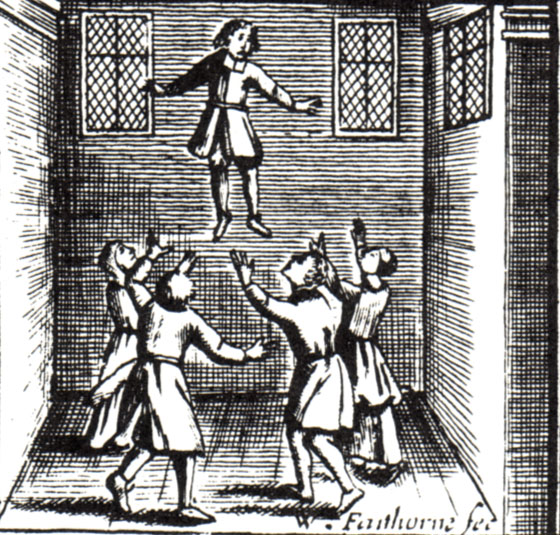
Levitatie van een kind door hekserij, 1681